# Ole Hagen arkitekter
Ole Hagen arkitekter A/S er en dansk tegnestue grundlagt af Ole Hagen i 1950'erne. I 1983 og 2002 har virksomheden gennemgået generationskifter.
Tegnestuen udfører primært opgaver for erhvervslivet.